# Pholcus podophthalmus
Pholcus podophthalmus là một loài nhện trong họ Pholcidae. Loài này được phát hiện ở Ấn Độ và Trung Quốc.